# 3595 Gallagher
3595 Gallagher је астероид главног астероидног појаса са средњом удаљеношћу од Сунца која износи 2,663 астрономских јединица (АЈ).
Апсолутна магнитуда астероида је 12,9.